# Rajić Brdo
Rajić Brdo is een plaats in de gemeente Vojnić in de Kroatische provincie Karlovac. De plaats telt 45 inwoners (2001).